# Aloe divaricata
Aloe divaricata es una  especie de Aloe nativa de  Madagascar.

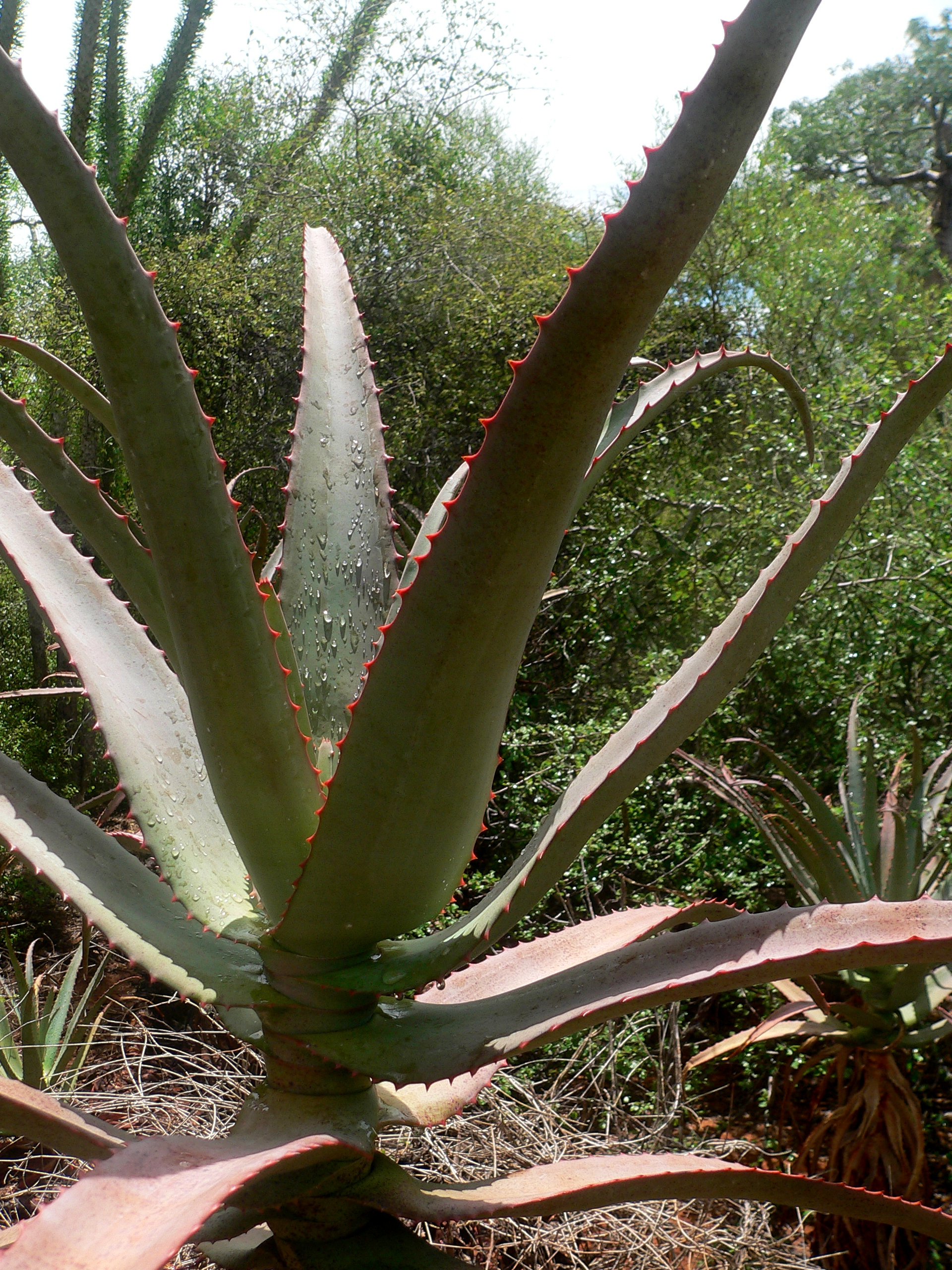
Detalle de las hojas

## Descripción
Aloe divaricata con tallo escaso ramificado. Los troncos de hasta 3 metros o másl están llenos con los restos de hojas muertas. En la parte superior se encuentran las hojas formando una roseta. Su color es verde opaco, teñido de rojizo con la lámina de  60 a 65 centímetros de largo y 7 centímetros de ancho con dientes  rojos y marrones en el margen  de 5 a 6 mm de longitud y de 15 a 20 milímetros de distancia. El jugo seco de la hoja es amarillo. La inflorescencia consiste de muchas ramas y alcanza una longitud de aproximadamente 100 centímetros. Las ramas más bajas tienen ocho-diez ramas secundarias. En general, de 60 a 80 racimos florales están presentes.  Las brácteas deltoides tienen una longitud de 4 mm, y son 2 mm de ancho.  Las flores son de 28 mm de largo y ligeramente redondeadas en la base.

## Distribución
Es un arbusto con las hojas suculentas, que se desarrolla en el matorral subhúmedo, seco, subárido de Madagascar donde se encuentra en las provincias de Fianarantsoa, Mahajanga y Toliara.

## Taxonomía
Aloe divaricata fue descrita por A.Berger y publicado en Botanische Jahrbücher für Systematik, Pflanzengeschichte und Pflanzengeographie 36: 65, en el año 1905.
Etimología
Ver: Aloe
divaricata: epíteto latino que significa "extendida".
Variedades aceptadas
- Aloe divaricata var. divaricata
- Aloe divaricata var. rosea (Decary) Reynolds

Sinonimia
- Aloe sahundra Bojer ex Baker
- Aloe vahontsohy Decorse
- Aloe vaotsohy Decorse & Poisson (1912)[5][2]